# Josefin Roos
Josefin Roos, född 1977 i Lund, är en svensk författare. 
Roos debuterade 2006 med romanen Heliotrop, om en ung kvinna som flyr till Sevilla för att glömma en hård barndom. Roos har skrivit fyra romaner och två barnbilderböcker. Hennes roman Om jag inte märks, kom ut 2016 och handlar om Emma och hennes kärlek och bästa vän Ella. Romanen har en queerfeministisk utgångspunkt och utspelar sig i högstadiemiljö i Roos hemtrakter i Tyresö. Romanen Svartsvala, från 2020, handlar om en ung kvinna som förlorar korttidsminnet efter en hjärnblödning.